# Caproni Ca.313
Капроні Ca.313 (італ. Caproni Ca.313) — італійський двомоторний легкий бомбардувальник і штурмовик, подальший розвиток Caproni Ca.311. Оснащений потужнішими двигунами, показував гарні льотні характеристики і активно використовувався протягом Другої світової війни.
Перший прототип Ca.313 піднявся в повітря вже 22 грудня 1939 року, а загалом до 1944 року було випущено 380 Ca.313.

## Основні модифікації
- Ca.313 — оснащувався двигунами Isotta Fraschini Delta RC35 потужністю 730 к.с. Курсове озброєння складалось з двох 12,7 мм кулеметів в крилах, а захисне з 12,7 мм кулемета в верхній турелі і двох 7,7 мм кулеметів (один в нижньому вікні, ще один переносний для стрільби з бокових вікон). Маса бомбового навантаження — 500 к.с. Екіпаж 3-4 особи. (380 екз.)
  - Ca.313RPB-F — позначення експортних Ca.313 для Франції (було поставлено тільки 5 літаків)
  - Ca.313RPB-F — позначення експортних Ca.313 для Швеції (84 літаки)
    - B16 — шведське позначення бомбардувальної версії Ca.313
    - S16 — шведське позначення розвідувальної версії Ca.313
    - T16 — шведське позначення торпедоносної версії Ca.313

  - Ca.313bis (деколи Ca.313G) — експортний варіант для Німеччини. Оснащувався двигунами Isotta Fraschini Delta RC40 потужністю 770 к.с. 155 літаків надійшло Німеччині, ще 14 — Хорватії.

## Тактико-технічні характеристики

### Технічні характеристики
- Довжина: 11,8 м
- Висота: 3,7 м
- Розмах крила: 16,65 м
- Площа крила: 39,2 м ²
- Маса порожнього: 4300 кг
- Максимальна злітна маса: 5900 кг
- Двигун: 2 × Isotta Fraschini Delta RC35
- Потужність: 2 × 730 к. с.

### Льотні характеристики
- Максимальна швидкість: 435 км/год
- Практична дальність: 1250 км
- Практична стеля: 7750 м

## Історія використання

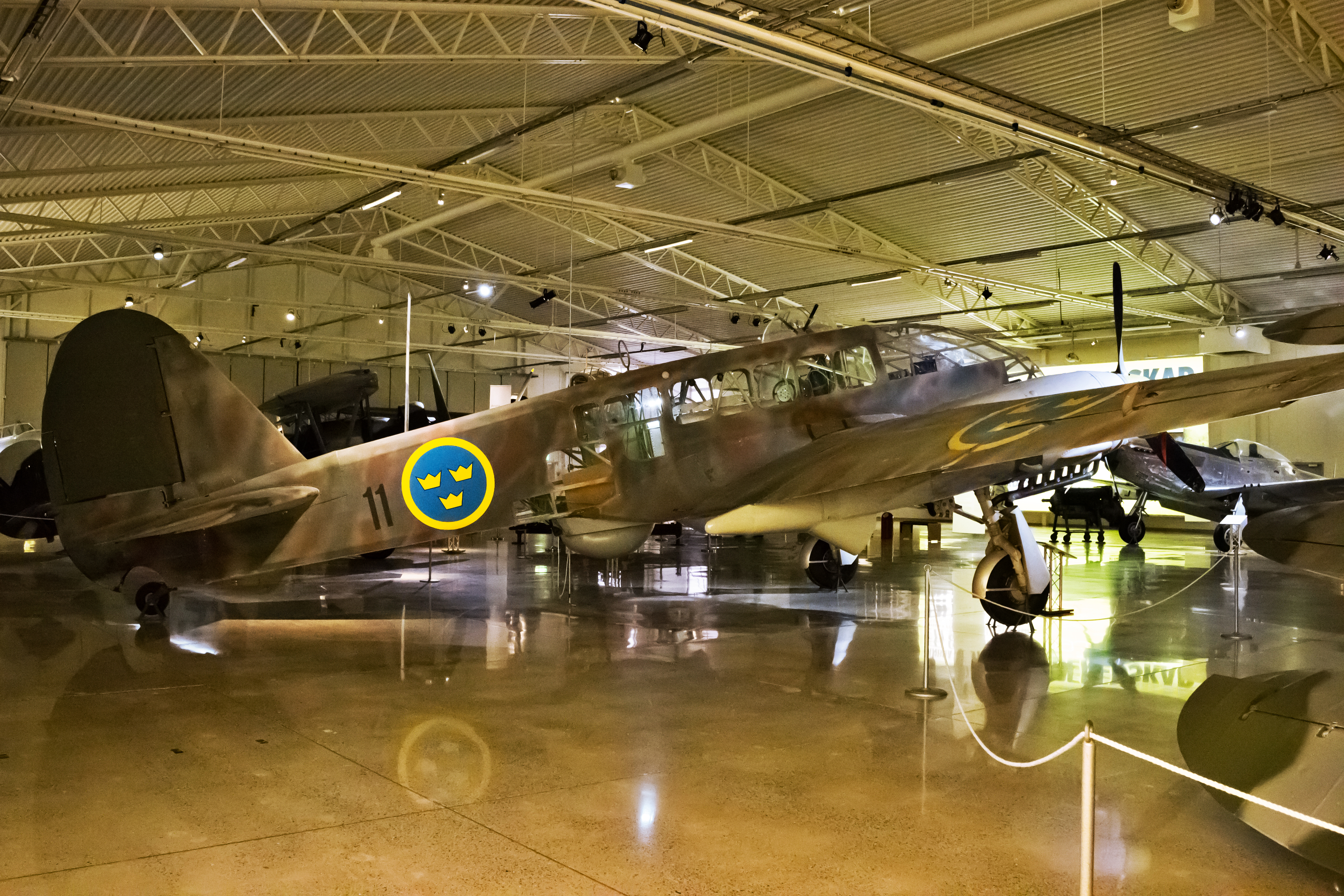
Шведський Ca.313 в музеї авіації міста Лінчепінг

В Regia Aeronautica першим, в липні 1941, нові літаки отримав 15-й штурмовий стормо, через деякий час 43-й бомбардувальний і деякі інші частини. Спочатку Ca.313 в складі ескадрилій взаємодії з армією були відправлені в Північну Африку, але до 1943 року були виведені, оскільки двигуни не були пристосовані для роботи в запиленому повітрі. В подальшому Ca.313 використовувались в складі окупаційних гарнізонів на Балканах, Корсиці і Провансі.
На початку 1943 року перші Ca.313 надійшли Люфтваффе, яке почало використовувати їх як навчальні і зв'язкові. Після капітуляції Італії німецькі війська до поставлених Ca.313 додались захоплені на Півночі Італії. Німецькі Ca.313 використовувались до середини 1944 року.
З листопада 1940 року Ca.313 почали надходити ВПС Швеції де вони були призначені до трьох флотилій — F3, F7 і F11. Проте в Швеції служба Ca.313 теж не була довгою, після великої кількості інцидентів (до 1943 року було втрачено 23 літаки) їх списали в серпні 1945 року.
ВПС Хорватії отримали Ca.313G в 1944 році і використовували їх для протипартизанських операції.